# Getrennte Trägerschaft
Als getrennte Trägerschaft (auch: getrennte Aufgabenwahrnehmung, gAw) bezeichnete man bei der Bearbeitung von Arbeitslosengeld II von 2005 bis 2011 die Situation in einer Kommune (Landkreis/Kreisfreie Stadt), dass diese weder durch eine Arbeitsgemeinschaft wahrgenommen wurde noch die Kommune die Aufgaben im Rahmen des Optionsmodells selbst erledigte. In diesem Fall bearbeiteten die Kommune und die Agentur für Arbeit ihren Aufgabenbereich im Rahmen der gesetzlichen Regelungen getrennt voneinander. Die getrennte Trägerschaft ist infolge einer Gesetzesänderung seit 1. Januar 2012 örtlich nicht mehr anzutreffen, da überall nur noch Optionskommunen oder Gemeinsame Einrichtungen von Agentur und Kommune arbeiten. Verschiedene theoretische Konzeptionen der getrennten Trägerschaft bezeichnete man als Kooperatives Jobcenter (KJC) oder Zentrum für Arbeit.

## Grundlagen
Der Fall der getrennten Trägerschaft war im Sozialgesetzbuch, Zweites Buch (SGB II), das die gesetzliche Grundlage des Arbeitslosengeldes II ist, direkt so nie festgeschrieben. Vielmehr war immer als Regelfall die Bildung einer Arbeitsgemeinschaft in jeder Kommune vorgesehen, die nicht im Rahmen des Optionsmodells alle Aufgaben aus dem Gesetz komplett selbst wahrnimmt. In einigen Kommunen kam es jedoch wegen Meinungsverschiedenheiten meist wegen der Finanzierung nicht zur Gründung einer Arbeitsgemeinschaft oder zur Kündigung einer bestehenden Arbeitsgemeinschaft, wodurch diese vor Ort nicht (mehr) existierte – die Kommune aber nicht am Optionsmodell teilnahm. In solchen Fällen nahm jeder Träger seine eigenen Aufgaben getrennt wahr, so die Agentur für Arbeit die Vermittlung/Qualifizierung und Berechnung der Leistungen zum Lebensunterhalt, die Kommune die Finanzierung der Unterkunft und weitere Aufgaben. Da diese Doppelzuständigkeit vom Gesetzgeber nicht mehr beabsichtigt war, wurden die gesetzlichen Grundlage so geändert, dass die getrennte Trägerschaft automatisch spätestens zum 31. Dezember 2011 endete.

## Entwicklung

### Ungeplante Entstehung
Während es 2005 nur wenige Kommunen mit getrennter Trägerschaft gab, war deren Anzahl durch die zunehmende Kündigung von Arbeitsgemeinschaften 2007 und 2008 im Zunehmen begriffen. Ende 2007 wurden in 21 Landkreisen und kreisfreien Städten die Aufgaben nach dem SGB II getrennt wahrgenommen. Zum Januar 2008 erhöhte sich diese Anzahl durch die Kündigung von zwei Arbeitsgemeinschaften in Thüringen auf 23. Eine solche Situation wurde zunächst als „Betriebsunfall“ gesehen, da sie stets aus nicht zur Einigung gebrachten Streitigkeiten zwischen den beteiligten Behörden resultierte. Bei den Streitigkeiten ging es sehr oft um die Finanzierung der Arbeitsgemeinschaft, insbesondere um den konkreten Anteil der Kommune vor Ort (kommunaler Finanzierungsanteil, kfA). Sehr häufig fand in diesen Fällen der getrennten Trägerschaft die gesamte Bearbeitung des Arbeitslosengeldes II parallel in völlig unterschiedlichen Einrichtungen statt, die räumlich auch nicht zwingend beieinanderliegen müssen.

### Im Zentrum der politischen Diskussion
Mit einem Urteil des Bundesverfassungsgerichtes im Dezember 2007 über die Verfassungswidrigkeit der Arbeitsgemeinschaften zwischen Bundesagentur und Kommunen zur Arbeitslosengeld II-Bearbeitung rückte die Bearbeitung in getrennter Trägerschaft für zwei Jahre in das Zentrum der politischen Diskussion. Eine Reihe von Konzepten (s. u.) wurde ausgearbeitet, die getrennte Trägerschaft nicht mehr als Unfall, sondern als Zukunftsszenario betrachtet. Insbesondere Kritiker des Optionsmodells wollten auf dieser Basis eine Alternative zu diesem sonst einzig verbliebenen Modell schaffen.
Mit der Einigung von Bund und Ländern im Juli 2008, das Grundgesetz zu ändern und weiter auf die Arbeitsgemeinschaften als Regelmodell für die Bearbeitung von Arbeitslosengeld II zu setzen, schien die getrennte Trägerschaft als Alternative wieder an Bedeutung zu verlieren. In der Praxis war sie damit weiterhin nur dort anzutreffen, wo keine Arbeitsgemeinschaft besteht und die Kommune nicht optiert hat. Die Ausgestaltung der getrennten Aufgabenwahrnehmung ist dort unterschiedlich geregelt.
Durch einen Disput in der Großen Koalition im März 2009 wurde zu dieser Zeit die getrennte Trägerschaft als Zukunftsmodell wieder gehandelt, auch in Form der kontrovers diskutierten Kooperativen Jobcenter. Die Führung der Bundesagentur für Arbeit plädierte durchgehend im Rahmen der bisherigen Mischverwaltung für eine stärkere Trennung der Verantwortlichkeiten in den Jobcentern. Diese Vorstellungen bewegen sich im Grenzbereich zwischen der Arbeitsgemeinschaft und der getrennten Trägerschaft. Nach dem Regierungswechsel 2009 wurde die getrennte Trägerschaft zunächst als Zukunftsmodell für alle Regionen außerhalb der Optionskommunen im Koalitionsvertrag festgeschrieben. Hier wäre eine Auflösung der bestehenden Arbeitsgemeinschaften die Folge gewesen.

### Ende der getrennten Trägerschaft
Nach dem Bund-Länder-Kompromiss von 2010 war bereits eine Optimierung der aktuellen Jobcenter vorgesehen, die wieder in einer gemeinsamen Aufgabenwahrnehmung und einer Grundgesetzänderung mündete. Dieser Kompromiss bedeutete das Ende der getrennten Aufgabenwahrnehmung in der bis 2011 auftretenden Form und wurde entsprechend in den Gesetzestext des SGB II übernommen. Die entsprechenden Landkreise waren vor die Wahl gestellt, ob sie sich entweder für das Optionsmodell bewerben oder aber eine gemeinsame Einrichtung mit der Bundesagentur für Arbeit bilden. Für alle erfolglosen Bewerber ist der Weg in eine gemeinsame Einrichtung zum 1. Januar 2012 gesetzlich vorgezeichnet.

## Konzeptionen
Im klassischen Sinne bedeutet eine getrennte Trägerschaft, dass bei der Hartz IV-Umsetzung vor Ort keine gemeinsame Einrichtung zwischen der Kommune und der Agentur für Arbeit besteht. Jeder erledigt für sich seine vom Gesetz vorgesehenen Aufgaben. Aufgrund der rechtlichen Entwicklung wurden auf dieser Grundlage Konzepte entwickelt, die die Nachteile aus dieser Konstellation mildern oder beseitigen sollten. Alle Konzepte, die aus der Zeit der intensiven politischen Diskussion des Modells stammen, arbeiten mit einer geregelten Kooperation der getrennten Träger, ohne diese zu verschmelzen. Einige dieser Modelle gerieten in die breite politische Diskussion:

### Kooperative Jobcenter
Mit diesem Modell wollten die Befürworter die nach ihrer Ansicht vorhandenen Vorteile der Arbeitsgemeinschaften ohne Beibehaltung einer solchen erhalten. Der prominenteste Verfechter der Kooperativen Jobcenter war der Bundesarbeitsminister der großen Koalition Olaf Scholz. Bei Kooperativen Jobcentern werden beide Behörden (kommunale und Agentur) räumlich beieinander untergebracht und verfügen über koordinierende gemeinsame Organe, ohne jedoch eine Arbeitsgemeinschaft zu begründen. Die Gesamteinrichtung (Jobcenter) steht bei diesem Modell unter der alleinigen Leitung der Agentur für Arbeit, die Kommune ist mit einer eigenständigen Stelle im Haus untergebracht und hat Mitspracherechte durch die Kooperationsorgane. Das Modell der Kooperativen Jobcenter wurde vom Mai bis Juli 2008 diskutiert. Durch die Grundgesetzänderung, um die Verfassungsmäßigkeit der Arbeitsgemeinschaften wiederherzustellen, wurde das Modell ad acta gelegt. Sie blieb für die Praxis ohne Bedeutung, da mit einer Änderung des Grundgesetzes die Notwendigkeit für diesen Alternativvorschlag nicht mehr besteht. Zwischenzeitlich wurde es noch einmal als Zukunftsmodell gehandelt, durch den Regierungswechsel 2009 ist jedoch mit diesem nur von Teilen der SPD favorisierten Modell nicht mehr zu rechnen.

### Zentrum für Arbeit
Der Deutsche Städte- und Gemeindebund favorisierte Anfang 2008 die getrennte Trägerschaft in einer anderen Variante. Diese wird nach einem Konzept des Rechtswissenschaftlers Albert von Mutius Zentrum für Arbeit genannt. Es bezweifelt die Verfassungsmäßigkeit der Kooperativen Jobcenter, die es aufgrund der gemeinsamen Koordinierungsorgane als Fortsetzung der verfassungswidrigen Mischverwaltung sieht. Im Zentrum für Arbeit wird deswegen die Kooperation weitgehend durch eine Koordination von zwei strikt getrennten Trägern unter einem Dach ersetzt. Gemeinsame Einrichtung ist hier nur ein Gebäude mit einem gemeinsamen Eingangsbereich. Ansonsten beschränkt sich dieses Modell auf die koordinierte Nutzung aufeinander abgestimmter Software und die Zusammenfassung der getrennten Entscheidungen in einem gemeinsamen Bescheid. Eventuell könnten Serviceleistungen gemeinsam genutzt werden. Hinter den Kulissen bleibt es bei einer Trennung aller Verantwortlichkeiten. Praktisch ist das Konzept des Zentrums für Arbeit nicht verwirklicht worden. Von ihm zu unterscheiden ist das Konzept des Zentrums für Arbeit und Grundsicherung (ZAG). Hier handelt es sich um eine Weiterentwicklung der Arbeitsgemeinschaft.

### Modell der Südländer
Als Kompromissvorschlag in der Zuständigkeitsdiskussion haben die Bundesländer Bayern, Baden-Württemberg und Sachsen im Mai 2008 ein weiteres Konzept für eine getrennte Trägerschaft vorgelegt. Dieses sieht eine Zuständigkeitsänderung zwischen Kommunen und Agentur für Arbeit vor. Die Kommunen würden die Berechnung des Leistungsanspruchs übernehmen, die Agentur für Arbeit die Eingliederung auf dem Arbeitsmarkt. Hierdurch würden nach Auffassung der Autoren Doppelzuständigkeiten vermieden und Kompetenzen optimal genutzt. Das Südländer-Modell wurde durch die Einigung der Großen Koalition auf die Grundgesetzänderung (siehe oben) ohne Bedeutung, auch wenn Bayern die Idee bis zum Bund-Länder-Kompromiss 2010 weiter favorisierte.

## Kritik und Diskussion

### Kritik an Trennung der Träger
Eine Kritik an der getrennten Bearbeitung des Arbeitslosengeldes II ist der notwendige doppelte Gang der Betroffenen zu zwei Behörden, durch den nach Ansicht der Kritiker ein Sinn der Hartz IV-Reform, die Zusammenführung der Aufgaben von Arbeitsagentur und Sozialhilfeträgern bis 2004, zunichtegemacht werden würde. Weiter käme es durch die getrennte Trägerschaft – auch bei Unterbringung der Stellen unter einem Dach – zu doppeltem Verwaltungsaufwand und zu Abstimmungsschwierigkeiten zwischen den beteiligten Behörden, sowie zu einer Steigerung der Bürokratie. Bei einer getrennten Bearbeitung in Form einer lockeren Kooperation zwischen Kommunen und Agentur gibt es Bedenken bei der Verfassungsmäßigkeit einer solchen Lösung. Kritisiert wird die getrennte Trägerschaft unter anderem in einer Studie der Universität Duisburg. Unabhängig von der Form der Kooperation zwischen den Trägern sei ein Ziel der Hartz-Reformen, die Dienstleistung aus einer Hand, so nicht erreichbar. Auch angedachte automatisierte Datenabgleiche oder -austauschmodelle seien nach aktuellen technischen Stand nicht möglich und der Austausch von Information zwischen den Trägern papierlastig und fehleranfällig. Die Variante der Kooperativen Jobcenter wird von den Kritikern zusätzlich als zentralistisches Bundessozialamt empfunden, da sie unter dem maßgeblichen Einfluss der Agentur für Arbeit stehen würde.
Kritiker der getrennten Trägerschaft sind vor allem der Deutsche Landkreistag, die bestehenden Optionskommunen, sowie die Bundesländer außer Bayern. Eingereiht in den Kreis der Kritiker haben sich mittlerweile die Bundesvereinigung der Deutschen Arbeitgeberverbände, der Deutsche Industrie- und Handelskammertag, der Zentralverband des Deutschen Handwerks, der Bundesverband der Deutschen Industrie sowie Interessensverbände von Ausbildungs- und Beschäftigungsgesellschaften. Auch die Partei Bündnis 90/Die Grünen lehnt die getrennte Trägerschaft ab und fordert stattdessen neue Wege zur Zuständigkeit aus einer Hand und eine Entfristung des Optionsmodells. Von den Kritikern werden entweder das Optionsmodell oder eine Grundgesetzänderung zur „Legalisierung“ der Arbeitsgemeinschaften als bessere Alternativen gesehen. Eine besondere Bedeutung für das Modell besaß die Ablehnung der Bundesländer. Diese konnten mit Hilfe sogenannter Aufsichtserlasse den Kommunen die Beteiligung an den geplanten Kooperativen Jobcentern untersagen, wovon auch Gebrauch gemacht wurde.

### Argumente für die Trennung und offene Kooperation
Befürworter der getrennten Trägerschaft loben an dem Modell den Verbleib der Vermittlung bei der Agentur für Arbeit, die nach ihrer Auffassung hierfür am kompetentesten sei. So sei ein Hauptvorteil der Arbeitsgemeinschaft verwirklicht. Das Modell sei jedoch – im Gegensatz zur Arbeitsgemeinschaft – verfassungskonform. Man könne die zuständigen Stellen der Kommune und der Agentur räumlich zusammen führen, ohne eine Arbeitsgemeinschaft zu bilden. Zu den Befürwortern der getrennten Trägerschaft zählte die von 2009 bis 2013 amtierende Schwarz-gelbe Bundesregierung. Auch das zuvor SPD-geführte Bundesarbeitsministerium sah das Modell zeitweise als tragfähige Alternative in Form der Kooperativen Jobcenter.
Die SPD ist von der Unterstützung des Modells im August 2008 wieder abgerückt und forderte nun die „Legalisierung“ und Weiterentwicklung der Arbeitsgemeinschaften durch eine Grundgesetzänderung, was zuvor bereits in der Partei alternativ diskutiert wurde. Dieser Kurswechsel wurde vom Vorstand der Bundesagentur nicht nachvollzogen, der weiter eine stärkere Trennung der Träger forcieren möchte. Sympathien für das Trennungsmodell gab es in der Endphase der politischen Diskussion beim Deutschen Städtetag, beim Deutschen Städte- und Gemeindebund (Förderer des Modells Zentrum für Arbeit) und der Bayerischen Staatsregierung.